# 4. oktober
4. oktober je 277. dan leta (278. v prestopnih letih) v gregorijanskem koledarju. Ostaja še 88 dni.

## Dogodki
- 1865 – Otto von Bismarck in Napoleon III. se dogovorita o vodilni vlogi Prusije v Nemčiji
- 1914 – cepelini prvič napadejo London
- 1941 – ZDA prekinejo dobavo nafte Japonski
- 1944 – britanska vojska se izkrca v Grčiji
- 1952 – Paul Zoll razvije prvi srčni spodbujevalnik
- 1957 – izstreljen Sputnik 1, prvi Zemljin umetni satelit
- 1990 – poslanec Socialistične stranke Slovenije Ivo Daneu v zboru združenega dela skupščine Republike Slovenije predlaga plebiscit za osamosvojitev Slovenije
- 1992 – konec državljanske vojne v Mozambiku
- 1993 – v Moskvi pride do spopadov med privrženci Jelcina in parlamenta

## Rojstva
- 1160 – Alica Francoska, princesa, hči Ludvika VII. Francoskega († 1220)
- 1178 – Tereza Portugalska, princesa, kraljica Leona († 1250)
- 1274 – Rudolf I., vojvoda Zgornje Bavarske, grof Renskega Palatinata († 1319)
- 1289 – Ludvik X., francoski kralj († 1316)
- 1542 – Robert Bellarmino, italijanski jezuit, kardinal, teolog in cerkveni učitelj († 1621)
- 1550 – Karel IX., kralj Švedske in Finske († 1611)
- 1562 – Christen Longberg, danski astronom, astrolog, matematik († 1647)
- 1579 – Guido Bentivoglio, italijanski duhovnik, diplomat, zgodovinar († 1644)
- 1700 – Franc Jelovšek, slovenski slikar († 1764)
- 1769 – grof Aleksej Andrejevič Arakčejev, ruski general, državnik († 1834)
- 1814 – Jean-François Millet, francoski slikar († 1875)
- 1861 – Frederic Sackrider Remington, ameriški slikar, kipar, ilustrator († 1909)
- 1870 – Hisaši Kimura, japonski astronom, geodet († 1943)
- 1874 – Franc Berneker, slovenski kipar († 1932)
- 1892 – Engelbert Dollfuß, avstrijski kancler († 1934)
- 1895 – Buster Keaton, ameriški komik († 1966)
- 1895 – Richard Sorge, nemški novinar, vohun († 1944)
- 1903 – John Vincent Atanasoff, ameriški pionir računalništva († 1995)
- 1903 – Ernst Kaltenbrunner, avstrijski nacistični uradnik († 1946)
- 1916 – Vitalij Lazarevič Ginzburg, ruski fizik, astrofizik, nobelovec 2003 († 2009)
- 1924 – Charlton Heston, ameriški filmski igralec († 2008)
- 1931 – Richard Rorty, ameriški filozof († 2007)
- 1946 – Susan Sarandon, ameriška filmska igralka
- 1975 – Vasilij Žbogar, slovenski jadralec

## Smrti
- 1052 – Vladimir II., novgorojski knez (* 1020)
- 1181 – Herman Spanheimski, koroški vojvoda
- 1189 – Gerard de Ridefort, 10. veliki mojster vitezov templarjev
- 1221 – Vilijem IV., grof Ponthieuja (* 1179)
- 1226 – Frančišek Asiški, italijanski redovnik in svetnik, zavetnik živali in trgovcev (* 1181 ali 1182)
- 1250 – Herman VI., mejni grof Badna (* 1226)
- 1305 – cesar Kamejama, 90. japonski cesar (* 1249)
- 1353 – Rudolf II., pfalški grof (* 1306)
- 1382 – Ludovico II. Gonzaga, italijanski plemič, vladar Mantove (* 1334)
- 1565 – Peter Pavel Vergerij, slovenski škof, pravnik, prenovitelj (* 1498)
- 1582 – Terezija Ávilska, španska karmeličanka, mistikinja, cerkvena učiteljica (* 1515)
- 1590 – Jacques Cujas, francoski pravnik, humanist (* 1522)
- 1660 – Francesco Albani, italijanski slikar (* 1578)
- 1669 – Rembrandt, nizozemski slikar (* 1606)
- 1747 – Amaro Pargo, španski gusar (* 1678)
- 1762 – Ando Šoeki, japonski filozof in družbeni reformator (* 1703)
- 1821 – John Rennie, škotski inženir (* 1761)
- 1859 – Karl Baedeker, nemški založnik (* 1801)
- 1876 – Johannes Rebmann, nemški misijonar, raziskovalec (* 1820)
- 1880 – Jacques Offenbach, francoski skladatelj nemško-judovskega rodu (* 1819)
- 1903 – Otto Weininger, avstrijski filozof (* 1880)
- 1947 – Max Karl Ernst Ludwig Planck, nemški fizik (* 1858)
- 1961 – Max Weber, ameriški slikar, kipar ruskega rodu (* 1881)
- 1970 – Janis Joplin, ameriška pevka (* 1943)
- 1998 – Vida Juvan, slovenska gledališka igralka (* 1905)
- 2004 – Leroy Gordon Cooper, ameriški častnik, vojaški pilot, astronavt (* 1927)

## Prazniki in obredi
- 1930 – svetovni dan varstva živali